# مقاطعة أوتاوا (أوكلاهوما)
مقاطعة أوتاوا (بالإنجليزية: Ottawa County)‏ هي إحدى مقاطعات ولاية أوكلاهوما في الولايات المتحدة الأمريكية.